# 捷西·库库奇卡
捷西·约泽夫·库库奇卡（Józef Jerzy Kukuczka，1948年3月24日—1989年10月24日），生于波兰卡托维兹，波兰著名登山家。于1987年9月18日成为继莱茵霍尔德·梅斯纳尔之后世界上第2位完成全部14座8000米高峰的登山者。

## 记录
捷西·库库奇卡保持着最快完成14座8000米高峰的记录（8年），期间开创了9条新路线，一次单人登顶，4次在冬季登顶，仅在1980年攀登珠穆朗玛峰过程中使用过一次辅助氧气。
1. 1979 — 洛子峰 - 常规路线
2. 1980 — 珠穆朗玛峰 - 新路线
3. 1981 — 马卡鲁峰 - 独自登顶，新路线
4. 1982 — 布洛阿特峰 - 常规路线，阿尔卑斯式攀登
5. 1983 — 加舒尔布鲁木II峰 - 新路线, 阿尔卑斯式攀登
6. 1983 — 加舒尔布鲁木I峰  - 新路线, 阿尔卑斯式攀登
7. 1984 — 布洛阿特峰 - 新路线, 阿尔卑斯式攀登
8. 1985 — 道拉吉里峰 - 冬季登顶
9. 1985 — 卓奥友峰 - 第二次冬季登顶, 新路线，是历史上第一条在冬季开辟的 8000米山峰新路线
10. 1985 — 南迦帕尔巴特峰 - 新路线
11. 1986 — 干城章嘉峰 - 第一次冬季登顶
12. 1986 — 乔戈里峰 - 新路线, 阿尔卑斯式攀登
13. 1986 — 马纳斯卢峰 - 新路线, 阿尔卑斯式攀登
14. 1987 — 安纳布尔纳峰 - 第一次冬季登顶
15. 1987 — 希夏邦马峰 - 新路线, 阿尔卑斯式攀登

## 生平
捷西·库库奇卡在1989年10月24日在攀登洛子峰南坡时遇难。